# «Чу!», — сказала королева Кэт
«„Чу!“, — сказала королева Кэт» — картина английского художника-прерафаэлита Данте Габриэля Россетти, созданная в период с 1849 по 1852 год; на данный момент находится в Итонском колледже.
Картина написана по сюжету стихотворения Роберта Браунинга «Пиппа проходит». На картине изображена королева Катерина в окружении фрейлин, одна из них, Пиппа, читает, сидя возле ног королевы, в то время как другие фрейлины расчёсывают её волосы; ещё несколько прислужниц занимаются вышивкой и шитьём. На заднем плане картины было изображено арочное окно с колоннами, за которым несколько человек играли в мяч; на правой части был изображён балкон, на котором находился поющий паж с ястребом. Название картины — строка 258 из второй части стихотворения. Тем не менее, исходя из композиции картины в целом, Россетти попытался проиллюстрировать вторую часть стихотворения Браунинга целиком, сюжет которой сосредоточен на любви скульптора Юлия к девушке Фине. Скульптор желает отбросить свою былую мирскую жизнь и сконцентрировать своё творчество на новой, духовной основе, базирующейся на его любви. такое отношение к творчеству было близко самому Россетти и схоже с тематикой и жизненным путём его излюбленного поэта Данте Алигьери, в частности, его стихотворения «Новая жизнь». Хотя в названии и фигурирует 258-я строка, художник явно видит перед собой и события, происходящие в стихотворении далее, поскольку на картине изображён молодой человек с парой ястребов, появляющийся в строках 269—270.
Небольшая картина, хранящаяся в Итонском колледже, по-видимому, является эскизом для крупномасштабного произведения, которое так и не было воплощено в жизнь. Предполагаемая картина должна была быть очень большой — в «семь футов с половиной на четыре фута», как писал Россетти в письме к своей тете Маргарет, которая была предполагаемым будущим владельцем картины. Одна из попыток создания этой картины привела к появлению другой работы Россетти — «Две матери», которая в итоге совершенно обрела иную тематику. Художник начал работу над картиной в 1850-м году, но позже обрезал холст, оставив лишь часть с женщиной, читающей сборник итальянской поэзии. Позже он добавил на картину фигуру маленькой девочки и статую Девы Марии, таким образом фрейлина превратилась в набожную и благочестивую мать. Ещё один вырезанный из этой большой работы женский портрет превратился в картину «Фьямметта». В настоящее время сохранился эскиз для картины с образом Пиппы, для которого позировала Элизабет Сиддал. Предполагается, что «„Чу!“, — сказала королева Кэт» являлась центром предполагаемого триптиха, для других частей которого также сохранились наброски и эскизы.